# Hoholiw (Browary)
Hoholiw (ukrainisch Гоголів; russisch Гоголев Gogolew) ist ein Dorf in der ukrainischen Oblast Kiew mit etwa 4500 Einwohnern.

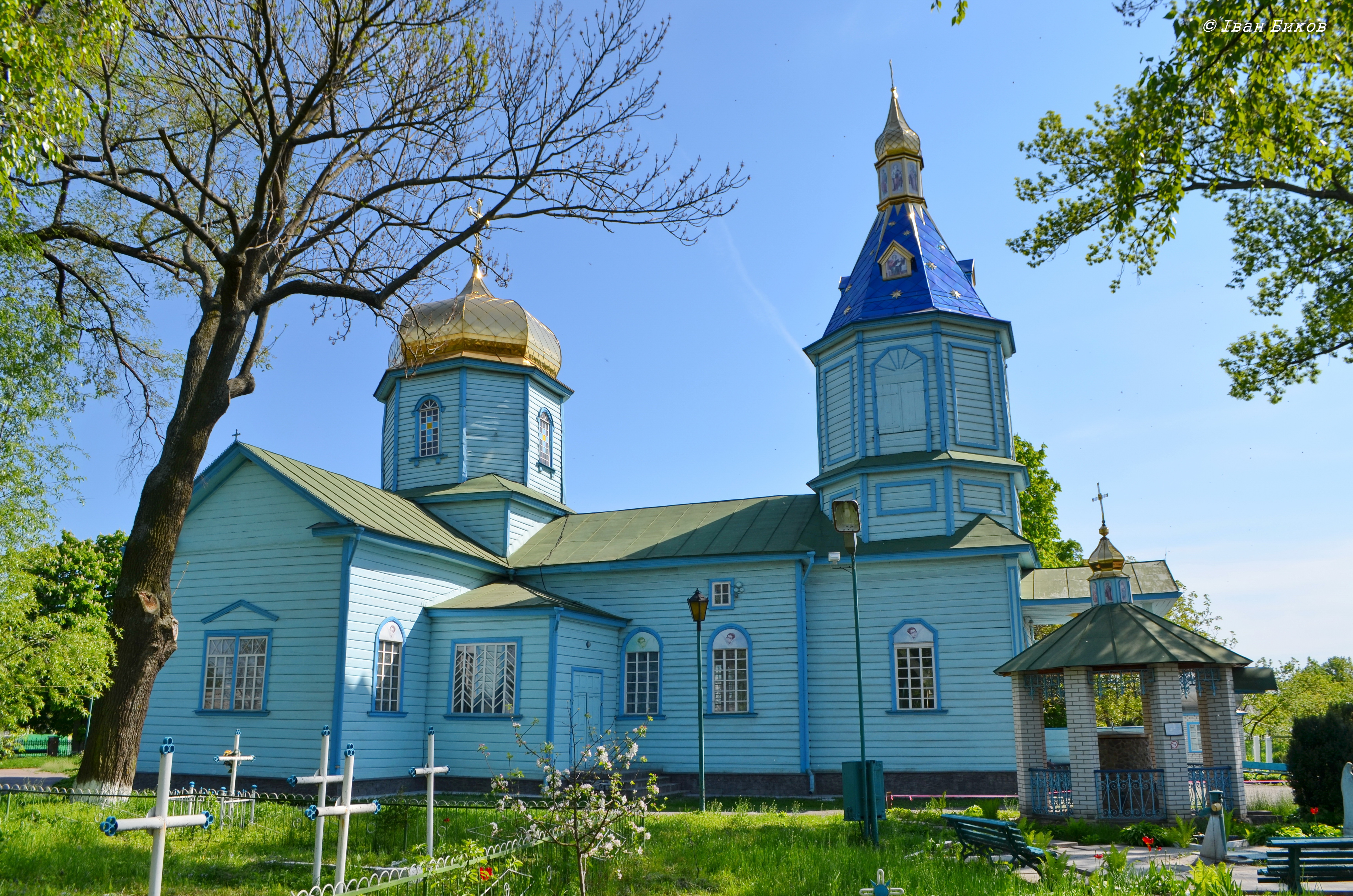
Kirche im Ort

Das Dorf wurde erstmals 1481 erwähnt und war im 17./18. Jahrhundert eine Kosakenstadt.
Hoholiw liegt 40 km östlich des Stadtzentrums von Kiew und 8 km östlich vom Rajonzentrum Browary an der nationalen Fernstraße N 07.
Am 12. Juni 2010 wurde das Dorf ein Teil der Siedlungsgemeinde Welyka Dymerka, bis dahin bildete es zusammen mit dem Dorf Sorja (ukrainisch Зоря) die gleichnamige Landratsgemeinde Hoholiw (Гоголівська сільська рада/Hoholiwska silska rada) im Südwesten des Rajons Browary.

## Söhne und Töchter der Ortschaft
- Platon Boryspolez (1805–1880); ukrainisch-russischer Maler, Lithograph und Artillerieoffizier.